# 杜霍夫希納區

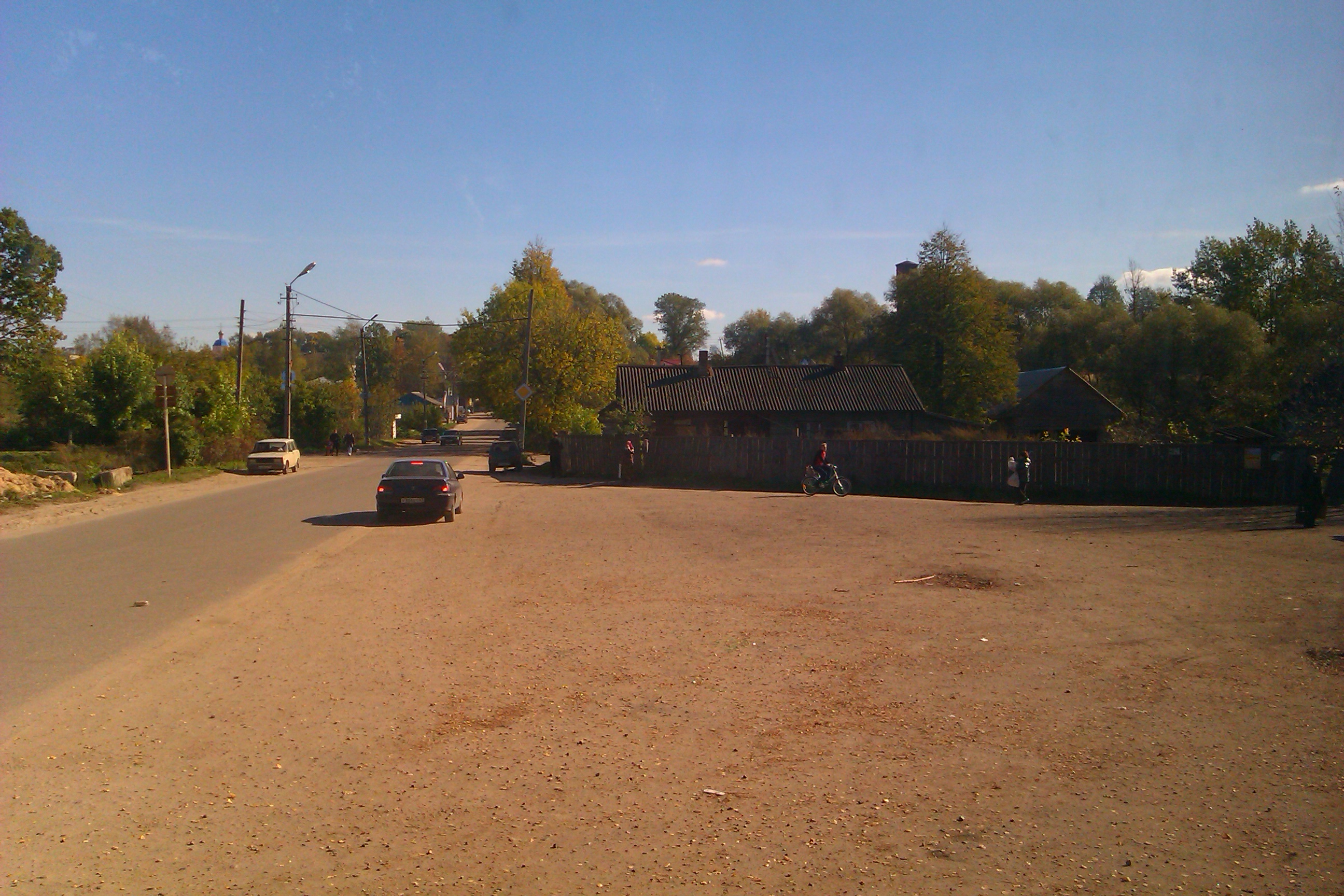

杜霍夫希納區（俄語：Духовщи́нский райо́н）是俄羅斯的一個區，位於該國西部，由斯摩棱斯克州負責管轄，面積2,610.78平方公里，2010年人口16,658，人口密度每平方公里6.38人。